# Kod alfanumeryczny
Kod alfanumeryczny (ang. alphanumeric code) – kod, w którym do zapisu tekstów i liczb, przedstawianych jako ciągi cyfr, używa się określonych w danym kodzie znaków. W technice cyfrowej najczęściej używa się znaków alfanumerycznych i określonym znakom kodu nadaje się wartości liczbowe, np. w przypadku kodu szesnastkowego (ang. hexadecimal, hex) litery A-F (lub a-f) są oznaczeniami cyfr o wartościach liczbowych 10-15.
Przykładami kodów alfanumerycznych są kody: ASCII ISO/IEC 646, ISO 8859, Unicode ISO 10646, EBCDIC, Windows-1250.
Niektóre z kodów dopuszczają także kody sterujące, znaki diakrytyczne i znaki specjalne np. Unicode.